# Hello Kitty (Lied)
Hello Kitty ist ein Lied der kanadischen Sängerin Avril Lavigne, das im Frühjahr 2014 in Japan als vierte Single aus ihrem fünften Album Avril Lavigne (2013) veröffentlicht wurde.

## Text
Das Lied ist eine Hommage an die asiatische Kultur, die Avril Lavigne sehr bewundert.
In diesem Lied drückt Avril Lavigne ihre Liebe zur Marke Hello Kitty aus. „Hello Kitty“ hat aber auch eine doppelte Bedeutung.

“Obviously it's flirtatious and somewhat sexual, but it's genuinely about my love for Hello Kitty as well!”

„Natürlich ist [dieses Lied] kokett und etwas sexuell, aber es handelt auch von meiner Liebe zu Hello Kitty, wirklich!“

erzählte Avril Lavigne in einem Interview für die Website Digital Spy.

## Rezeption
Im Mai 2014 erreichte das Lied Platz 75 der amerikanischen Billboard Hot 100. und Platz 82 der japanischen Billboard Japan Hot Top Airplay.

### Verkäufe
| Land/Region               | Auszeichnungen für Musikverkäufe (Land/Region, Auszeichnung, Verkäufe) | Verkäufe |
| ------------------------- | ---------------------------------------------------------------------- | -------- |
| Vereinigte Staaten (RIAA) | —                                                                      | 5.000    |
| Insgesamt                 | —                                                                      | 5.000    |

Hauptartikel: Avril Lavigne/Auszeichnungen für Musikverkäufe